# Escudo de Camaleño
El escudo de Camaleño es uno de los símbolos del municipio español de Camaleño en Cantabria, junto a su bandera. Dicho escudo queda organizado de la manera siguiente: sobre verde, una cruz ensanchada con espiga de oro que representa el lignum crucis. Va timbrado con la corona real española.
El escudo fue adoptado en sesión plenaria celebrada por el Ayuntamiento el día 28 de noviembre de 1996 siendo autorizado por el Consejo de Gobierno de Cantabria el día 2 de julio de 1998, previo informe favorable emitido por la Real Academia de la Historia, que planteó la conveniencia de representar la cruz sin los detalles que la caracterizan, con bordes rectos, al modo de las cruces asturianas, y con su espiga en el pie para fijarla. El ayuntamiento adaptó el escudo a lo dictaminado por la Academia en sesión plenaria de 5 de marzo de 1998.